# Maria Abajan
Maria Abajan-Schaber (armenisch Մարիա Աբաջան-Շաբեր; * 1950 in Jerewan) ist eine armenische Opernsängerin (Sopran).

## Leben
Maria Abajan begann ihr Gesangsstudium am Musikkonservatorium in Jerewan.  1977 emigrierte sie mit ihrer Familie in die Vereinigten Staaten. In Los Angeles setzte sie ihr Studium an der USC Thornton School of Music fort. Sie war bei mehreren Gesangswettbewerben erfolgreich. So gewann sie in San Francisco den Metropolitan-Opera-Wettbewerb, in Italien den Concours Mario del Monaco und den St. Louis-Potosi-Concours in Mexiko. Darauf ging sie nach Europa und feierte dort Bühnenerfolge. 1982 ging sie nach Deutschland und hatte bis 1986 ein Engagement am Nationaltheater Mannheim. 1985 und 1987 gastierte sie an der Opéra de Wallonie in Lüttich als Abigaille in Nabucco, 1988 im Palais des Sports in Lüttich in der Titelpartie von Turandot, 1990 als Santuzza in Cavalleria rusticana und 1991 nochmals als Abigaille. 1987 sang sie in Brüssel die Abigaille, in Straßburg die Santuzza, in Zürich und Santiago de Chile die Titelpartie in Aida, in Hamburg Elisabetha in Don Carlos und Leonora in Il trovatore.
1990 sang sie die Floria Tosca in Tosca an der Opera Scotland und die Leonora in Il trovatore an der Staatsoper Unter den Linden. An der Wiener Staatsoper sang sie in der Saison 1991/92 dreimal die Partie der Leonora de Vargas in La forza del destino und zweimal die Floria Tosca in Tosca. 1993 sang sie bei den Bregenzer Festspielen die Abigaille in Nabucco. Neben Engagements an den großen europäischen Opernhäusern wurde sie sowohl in Südamerika in Santiago de Chile, Rio de Janeiro, São Paulo und Caracas als auch in Tel Aviv engagiert. Am 1. September 2017 veranstaltete sie ein Benefizkonzert im Düsseldorfer Stadtteil Gerresheim.